# Pelekium bifarium
Pelekium bifarium, vrsta je mahovine kojea je prije bilča uključivana u monotipski rod Aequatoriella.  Raširena je na Malajskom poluotoku u malezijskim držvama Johor, Pahang i Terengganu.. Pripada porodici Thuidiaceae.

## Sinonimi
- Thuidium bifarium Bosch & Sande Lac., bazionim.
- Aequatoriella bifaria (Bosch & Sande Lac.) Touw
- Cyrto-hypnum campbellianum Hampe
- Hypnum campbellianum (Hampe) Hampe
- Lorentzia bifaria (Bosch & Sande Lac.) W.R.Buck & H.A.Crum
- Pelekium subbifarium (Broth.) Broth.
- Thuidium bifarium Bosch & Sande Lac.
- Thuidium campbellianum (Hampe) A.Jaeger
- Thuidium hattorii Touw
- Thuidium subbifarium Broth.